# 維陶塔斯大帝勳章
維陶塔斯大帝勳章是立陶宛總統級的獎項。它可以授予立陶宛和外國國家元首及其公民，以表彰他們對立陶宛國家的傑出服務。

## 歷史
該勳章於1930年設立，旨在紀念立陶宛大公維陶塔斯大帝逝世500週年。該勳章的徽章於戰前立陶宛鑄造，由立陶宛藝術家喬納斯·布爾巴設計。今天發布的勳章採用相同的設計。

## 等級
共分成以下五種等級
| 1. 大十字                               | Ribbon |
| 2. 指揮官級大十字                       | Ribbon |
| 3. 指揮官十字                           | Ribbon |
| 4. 軍官十字                             | Ribbon |
| 5. 騎士十字                             | Ribbon |
| 特殊等級 - 帶有金鍊子的維陶塔斯大帝勳章 | Ribbon |